# Lafaiete Coutinho
Lafaiete Coutinho é um município brasileiro no interior do estado da Bahia.

## História
A região era originalmente habitada pela nação indígena maracá. A ocupação populacional por descendentes de portugueses se iniciou no século XIX, por meio das famílias de Torquato Almeida, de Felipe Abade, de Noel Alves, os Barretos, os Andrades, os Leôncio e os Lala, ali se estabeleceram desenvolvendo a agropecuária e formando o arraial Três Morros.
Em 1962, o povoado de Três Morros é elevado à categoria de município com a denominação de Lafaiete Coutinho, de acordo com a Lei Estadual n.º 1.619, de 20-02-1962, tendo sido desmembrado do território municipal de Maracás. No ano seguinte, em 7 de abril de 1963, o Município de Lafaiete Coutinho foi instalado.

## Geografia
Sua população estimada em 2021 era de 3 663 habitantes, segundo o IBGE.

## Organização Político-Administrativa
O Município de Lafaiete Coutinho possui uma estrutura político-administrativa composta pelo Poder Executivo, chefiado por um Prefeito eleito por sufrágio universal, o qual é auxiliado diretamente por secretários municipais nomeados por ele, e pelo Poder Legislativo, institucionalizado pela Câmara Municipal de Lafaiete Coutinho, órgão colegiado de representação dos munícipes que é composto por 9 vereadores também eleitos por sufrágio universal.

### Atuais autoridades municipais de Lafaiete Coutinho
- Prefeito: José Freitas de Santana Junior - PP (2021/-)
- Vice-prefeito: Helio Romão dos Santos - Podemos (2021/-)[10]